# Gottfried Schenker

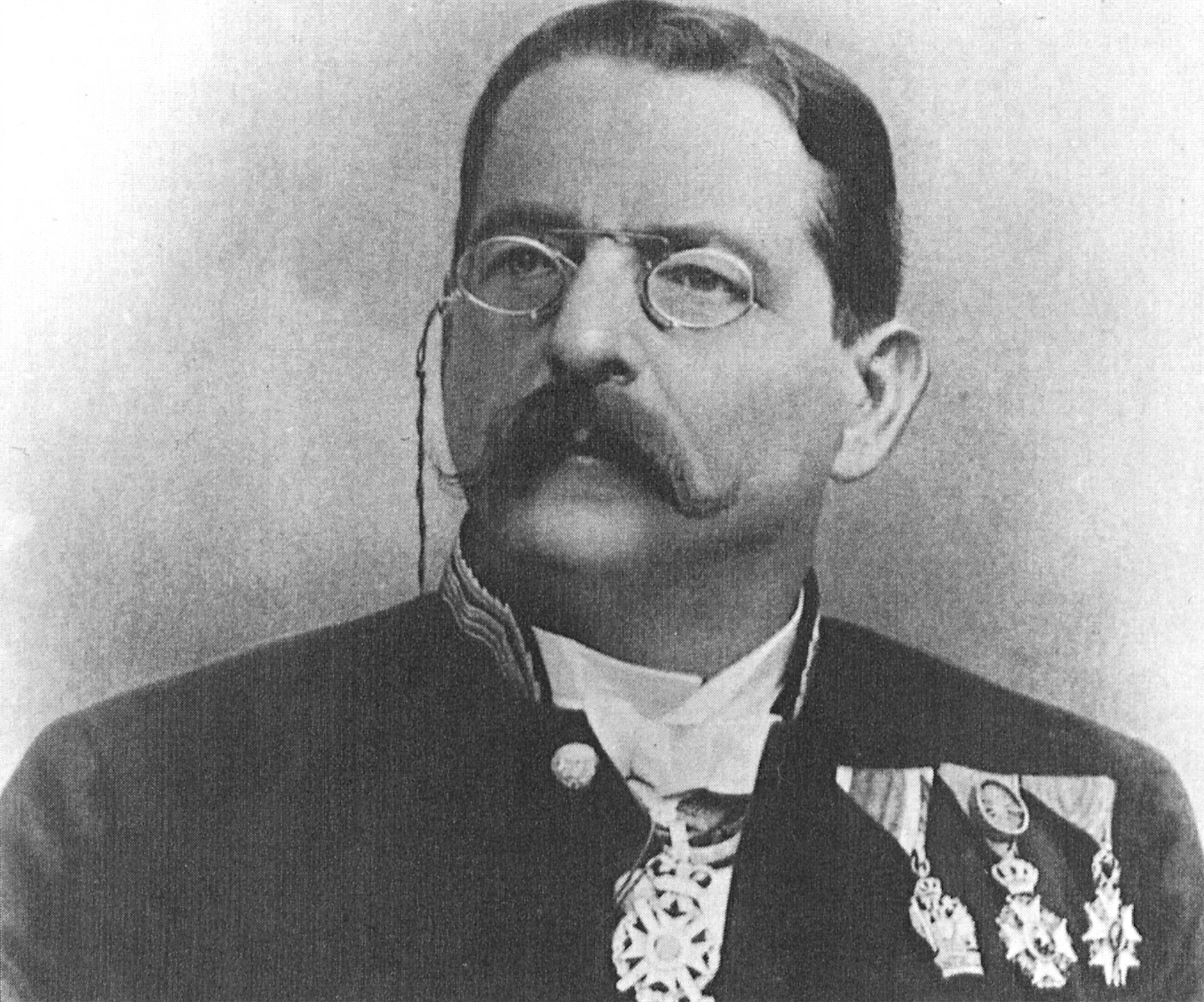
Gottfried Schenker (1901)

Urs Josef Gottfried Schenker (* 14. Februar 1842 in Däniken bei Olten in der Schweiz; † 26. November 1901 in Wien) war ein österreichischer Unternehmer Schweizer Herkunft. Er war Mitbegründer der heutigen Schenker AG.

## Leben
Gottfried Schenker stammte aus einer kinderreichen Familie, die seit Generationen in Däniken beheimatet war. Er besuchte die Normalschule in Däniken und die Alte Kantonsschule Aarau. Nach der Matura
begann er 1861 an der Ruprecht-Karls-Universität Heidelberg Rechtswissenschaft zu studieren. Er wurde Mitglied des Corps Helvetia. Wegen Konkurses des väterlichen Schlosserbetriebes brach er das Studium ab und nahm 1865 eine Beamtenstelle bei der Schweizerischen Centralbahn in Basel an. 1866 wechselte er in die Privatwirtschaft zum Transportunternehmen F. Braff & Eckert, einer Agentur der Französischen Ostbahn. Dort war er erst mit dem Tarifwesen befasst. 1867 wurde er nach Wien geschickt, um einen Getreideimport Frankreichs aus Österreich-Ungarn zu betreuen und die Leitung der Wiener Filiale zu übernehmen. Streitigkeiten mit seinen Vorgesetzten und Schwierigkeiten bei der Beschaffung von Eisenbahnwaggons brachten ihn zur Erschöpfung. Nach einem Krankenhausaufenthalt verließ er Ende 1867 das Unternehmen und übernahm 1868 für das Hamburger Speditionsunternehmen Elkan & Co. die Wiener Agentur. Er organisierte große Bahnfrachten, unter den Grundsätzen der effizientesten und profitabelsten Ausnutzung der Frachtkapazitäten, zum Beispiel Eisenbahnbaumaterial von Frankreich über die Schweiz nach Österreich und Tabak und Lebensmittel in die umgekehrte Richtung. Zwischenzeitlich war Schenker in Wien sesshaft geworden und heiratete 1869. Während seiner Hochzeitsreise vermittelte er einen Auftrag zum Transport von ‚rail carriage parts‘ von der Schweiz nach Rumänien. Das brachte ihn auf die Idee, sich selbstständig zu machen, dennoch begann er 1871, für die Spedition Rappaport & Kann als Tariffachmann zu arbeiten.
Zu Beginn des Jahres 1872 lernte er Moritz Karpeles und Moritz Hirsch kennen, die Inhaber der schon früher gegründeten Speditionsfirma Karpeles und Hirsch. Die beiden zeigten sich beeindruckt von Schenker, der große Chancen im internationalen Frachtverkehr in Südost- und Westeuropa und im Seeverkehr von Triest und Fiume sah, seine Pläne umzusetzen. Gemeinsam gründeten sie am 1. Juli 1872 die Spedition Schenker & Co. mit Sitz in Wien und einem Startkapital von 50.000 Gulden. Je 20.000 Gulden brachten Karpeles und Hirsch ein, 10.000 kamen von Schenker, der, obwohl er nur eine Minderheitsbeteiligung hatte, 50 Prozent vom Gewinn abschöpfen konnte.
In Wien richtete er erstmals Sammelgutverkehre in verschiedene Städte innerhalb und außerhalb Österreich-Ungarns ein. Während er diese Transporte bereits hauptsächlich auf der Schiene abwickelte, wurden die entsprechenden Hausabholungen und -zustellungen noch mit Pferdefuhrwerken durchgeführt. So gründete er bald Niederlassungen in vielen Städten wie Budapest, Prag, Belgrad oder Istanbul. Für Massensendungen nutzte er auch die Schifffahrt, vorerst auf der Donau.
Um 1879/80 gründete Schenker mit Mehrheitsbeteiligung die Adria Dampfschiffahrts-Gesellschaft bzw. Adria Steamship Company – bald die größte ungarische Reederei im internationalen Seehandel: So begann er mit Routen von Triest und Fiume nach Glasgow. Bald erweiterte er den Fahrplan mit fünf Schiffen auf Linien zwischen Triest, Fiume, London, Liverpool, Hull und Glasgow. Verträge wurden im Lauf der Zeit geschlossen mit Cunard, Thomas Wilson und Clarkson.
Die Flussschifftransporte auf der Donau war ein wesentlicher Teil im Speditionsgeschäft von Schenker. Deshalb wurde 1895 mit Sitz in München die Süddeutsche Donau-Dampfschiffahrts-Gesellschaft gegründet. Um die Jahrhundertwende hatte diese Tochtergesellschaft 7 Schleppdampfer und 36 Frachtkähne unterwegs und Filialen in Regensburg, Wien und Budapest.
Ebenfalls 1895 gründete er gemeinsam mit William Burell von Burrel & Sohn und August Schenker-Angerer, seinem späteren Adoptivsohn und designierten Unternehmensnachfolger, erneut eine Reederei, die Schiffahrts-Gesellschaft Austro-Americana, um den Seeverkehr mit den Vereinigten Staaten abzudecken. Austro-Americana, die ihren Sitz in Triest hatte, war die erste Frachtschifflinie, die reguläre Linien zwischen der Adria und Nordamerika eingerichtet hatte. 1913 wurde eine Niederlassung in New York eröffnet. Aber nicht nur im Transportgewerbe sah Schenker ein Standbein, er beteiligte sich auch an den aufkommenden Telekommunikationsunternehmen, die mit ihren Überseeleitungen Europa mit Amerika verbanden.

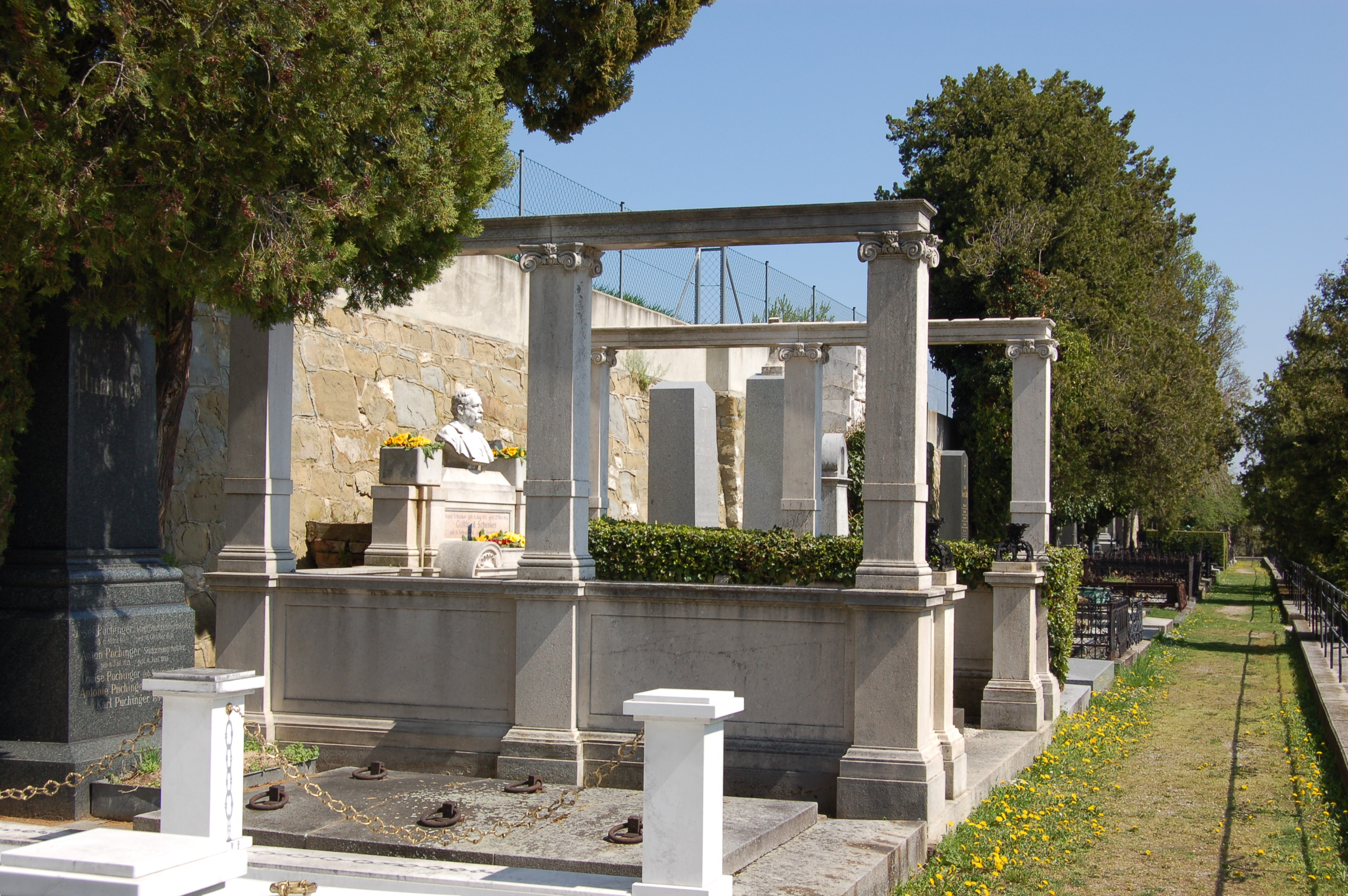
Grabmal auf dem Heiligenstädter Friedhof

1896 wurde Schenker österreichischer Staatsbürger. Im selben Jahr adoptierte er seinen über seine Ehefrau verwandten Partner August Angerer, nunmehr Schenker-Angerer. In seinem letzten Lebensjahr wurde Gottfried Schenker aufgrund einer fortschreitenden Krankheit unter Kuratel gestellt und August übernahm die Unternehmensleitung.
Schenker ist auf dem Heiligenstädter Friedhof beigesetzt. Im 11. Wiener Bezirk Simmering wurde die Gottfried-Schenker-Straße nach ihm benannt.

## Ehrungen
- Orden der Eisernen Krone III. Klasse
- Offizier des Leopoldordens
- Ritter III. Klasse des Verdienstordens vom Heiligen Michael
- Kommandeur des Takovo-Ordens
- Ritter der Ehrenlegion
- Kommerzienrat (Österreich und Bayern)
- Mitglied des k.k. Staatseisenbahnrats
- Straßenbenennungen Gottfried-Schenker-Straße, z. B. in Amt Wachsenburg